# Oglašavanje lekova, pomoćnih lekovitih sredstava i medicinskih sredstava
Pod oglašavanjem za lekove treba razumeti sve mere kojima je cilj da se unapredi propisivanje, izdavanje, prodaja ili upotreba lekova.

## Mere ovog zakona obuhvataju
- oglašavanje lekova opštoj i stručnoj javnosti;
- oglašavanje lekova licima koja su ovlašćena da ih propisuju ili izdaju;
- posete agenata za lekove licima koja su ovlaćšena da lekove propisuju ili izdaju;
- slanje uzoraka lekova;
- podsticanje na propisivanje ili izdavanje lekova odobravanjem, nuđenjem ili obećanjem imovinskih koristi čija vrednost nije mala;
- sponzorisanje naučnih skupova ili skupova kojima se potpomaže prodaja lekova na kojima učestvuju lica ovlašćena da propisuju ili izdaju lekove, osobito preuzimanjem putnih troškova i troškova boravka tih lica.

## Mere koje nemaju karakter oglašavanja
- oglašavanje vrste leka koji se upotrebljava kao preventivno sredstvo, na osnovu dozvole nadležnog ministarstva i pod uslovima koje ono odredi;
- obaveštenja građana o upotrebi pojedinih vrsta lekova radi sprečavanja epidemije i slično, koja, u javnim glasilima, daje nadležno ministarstvo u opštem interesu;
- informacije o dejstvu leka koje proizvođači i uvoznici lekova, kao i ovlašćeni trgovci lekovima na veliko, upućuju stručnoj javnosti putem stručnih medicinskih, farmaceutskih i veterinarskih publikacija ili usmeno;
- informacije na pakovanju leka i uputstva priložena pakovanju leka, osim ako stoje u izlogu ili na drugom javnom mestu;
- razmena pisama i dokumenata koji su potrebni za odgovor na konkretno pitanje o određenom leku;
- obaveštenja i prilozi koji se tiču promena u pakovanju leka, upozorenja na neželjena sporedna dejstva, prodajni  katalozi i cenovnici koji ne sadrže podatke o leku;
- informacije o leku koje opštoj javnosti daju redakcije javnih glasila u okviru vršenja svojih profesionalnih dužnosti.

## Sloboda i ograničenje slobode oglašavanja lekova
- Lekovi se mogu slobodno oglašavati stručnoj javnosti.
- Stručnoj javnosti pripadaju lekari, stomatolozi, farmaceuti, veterinari, proizvođači i uvoznici lekova, ovlašćeni trgovci lekovima i zdravstvene i veterinarske ustanove.
- Opštoj javnosti ne smeju se oglašavati određene vrste lekova i ne smeju im se upućivati određene oglasne poruke utvrđene odredbama

## Opšta zabrana oglašavanja lekova, pomoćnih lekovitih sredstava i medicinskih sredstava
- Zabranjeno je oglašavati proizvode kojima se pripisuje lekovito ili pomoćno lekovito dejstvo ali koji se ne smatraju lekovima, odnosno pomoćnim lekovitim sredstvima u smislu propisa o proizvodnji i prometu lekova.
- Zabranjeno je oglašavati lekove, pomoćna lekovita sredstva i medicinska sredstva za čije stavljanje u promet nije data dozvola nadležnog ministarstva.
- Zabranjeno je oglašavati lekove za koje je istekao rok dozvole za stavljanje u promet ili je data dozvola ukinuta, kao i  lekove iz serije koja je povučena iz prometa.
- Zabranjeno je poklanjati uzorke lekova, pomoćnih lekovitih sredstava i medicinskih sredstava u cilju oglašavanja, osim ako se određeni oglašivački poklon daje lekarima, stomatolozima, veterinarima ili apotekarima da ih oni, bez naknade, propišu u svojim ordinacijama, odnosno da ih izdaju u svojim apotekama.
- Zabranjeno je oglašavanje kojim se potrošačima obećava slanje lekova koji se smeju izdavati isključivo u apotekama.
- Zabranjeno je oglašavanje kojim se obećava prepoznavanje ili lečenje bolesti, patnji, telesnih oštećenja ili tegoba bez ličnog pregleda obolelog lica, odnosno životinje (daljinsko lečenje).
- Zabranjeno je da se u prilogu pakovanja jednog leka, pomoćnog lekovitog sredstva i medicinskog sredstva vrši oglašavanje drugog leka, odnosno sredstva.

## Sadržina oglasnih poruka za lekove koja je namenjena opštoj javnosti
- Oglasna poruka za lekove namenjena opštoj javnosti mora biti uobličena tako da oglasni karakter informacije bude očigledan i da se u njoj proizvod jasno prikaže kao lek.
- Oglasna poruka iz prethodnog stava mora sadržati sledeće podatke:

1. naziv leka;
2. oblasti u kojima se lek primenjuje (indikacije);
3. informacije koje su nužne za razumnu upotrebu leka;
4. vreme za koje se sirovine i proizvodi dobijeni od životinja lečenih veterinarskim lekom koji se oglašava ne smeju koristiti za ljudsku ishranu;
5. upozorenje potrošačima da pre upotrebe leka treba da konsultuju lekara, apotekara, odnosno veterinara kad je u pitanju lek za životinje.
6. Podaci iz ovog stava moraju biti jasno odvojeni od ostalih delova oglasne poruke, dobro razumljivi, i moraju biti u skladu sa podacima iz uputstva priloženog pakovanju leka.
7. Odredbe ovog stava ne odnose se na oglasnu poruku čiji je cilj da potrošače samo podseti na određeni lek koji je njima već dobro poznat (podsećajuća oglasna poruka).
8. Podsećajuća oglasna poruka u smislu ovog stava sadrži jedino naziv leka ili dodatno još i ime, odnosno firmu proizvođača, njegov robni znak i ukazivanje na aktivni sastojak leka.

## Zabranjeni načini oglašavanja lekova opštoj javnosti
- navođenjem stručnih mišljenja, potvrda, izvoda iz naučnih ili stručnih publikacija, kao i ukazivanjem na njih;
- tvrdnjama da je lek stručno preporučen ili ispitan od strane lekara, stomatologa, veterinara ili nekog drugog stručnjaka ili da je primenjen negde drugde;
- upoređivanjem sa drugim lekovima;
- prikazivanjem istorije bolesti ili ukazivanjem na nju;
- slikovnim prikazivanjem pripadnika medicinskog zanimanja, proizvođača lekova ili trgovaca lekovima u profesionalnoj uniformi ili u obavljanju njihove delatnosti;
- slikovnim prikazivanjem promena ljudskog tela ili njegovih delova usled bolesti, patnji ili telesnih oštećenja;
- slikovnim prikazivanjem delova tela upoređivanjem stanja tela ili spoljašnjeg izgleda pre i posle upotrebe;
- slikovnim prikazivanjem procesa delovanja leka na ljudsko telo ili na njegove delove;
- inostranim ili stručnim izrazima koji nisu ušli u opštu govornu upotrebu srpskog jezika, odnosno jezika oglasne poruke;
- iskazom koji je u stanju da izazove osećanje straha ili da takvo osećanje iskoristi;
- predavanjima koja su povezana sa ponudom za prodaju leka i prikupljanjem adresa od lica koja žele da ga kupe;
- napisima sa uputstvom potrošačima kako da sami prepoznaju svoju bolest, patnju, telesna oštećenja ili tegobe i da ih leče lekom naznačenim u oglasnoj poruci;
- izjavama trećih lica, osobito u obliku pisama zahvalnosti i priznanja ili preporuka, ili ukazivanjem na takve izjave;
- merama koje se odnose na lekove za decu i koje su isključivo ili pretežno namenjene deci ispod 14 godina;
- raspisivanjem nagrada, lutrija ili drugih igara na sreću;
- doznakom uzoraka ili proba lekova ili kupona za njihovu doznaku.

## Oglašavanje pomoćnih lekovitih sredstava i medicinskih sredstava
- Pomoćna lekovita sredstva i medicinska sredstva mogu se neograničeno oglašavati i mogu se davati informacije o njihovom delovanju, u skladu sa uputstvom uz ta sredstva i saobrazno odredbama ovog poglavlja.
- Oglasnom porukom iz prethodnog stava ovog člana ne sme se obećavati ''lečenje'', i garantovano lečenje i slični uspesi, nego jedino ublažavanje određenog bolesnog stanja ili tegoba, odnosno omogućavanje dejstva lekova ili drugih terapijskih postupaka.

## Spoljašnje veze
- Obrazovanje potrošača Архивирано на веб-сајту  (25. септембар 2011)
- Direktno oglašavanje u SAD-u